# Platform.sh
Platform.sh est une entreprise technologique d'origine française dont la Plate-forme en tant que service automatise les opérations de mise en ligne d'applications internet.
Créée en 2010 par Frédéric Plais (CEO), Damien Tournoud (CTO) et Ori Pekelman (CPO) sous le nom de Commerce Guys, la société proposait initialement des solutions pour les sites de vente en ligne utilisant le système de gestion de contenu (Content Management System) Drupal. En 2014, la société avait développé sa solution d'automatisation des fonctions DevOps pour ses usages internes et a décidé d'en faire son produit unique, se renommant au passage Platform.sh. Elle a cédé peu après son activité Drupal Commerce à un autre associé, Ryan Szrama, qui a conservé le nom Commerce Guys.
Platform.sh a fait au printemps 2014 une levée de fonds de 5,5 millions d'euros avec les fonds Hi Inov, Open Ocean, ainsi qu'avec les fonds Alven Capital et ISAI ayant investi précédemment.
La société a gagné un appel à projets européen Horizon 2020 en 2015 et été lauréate du Concours d'Innovation Numérique (CIN) de BPI en 2016. Cela lui a permis de proposer son produit en marque blanche, notamment à des frameworks comme Magento, EZ Systems et Symfony. C'est également un des fournisseurs de technologie PaaS de Orange Cloud. L'offre technologique de la société s'inscrit dans le contexte de l'émergence des infrastructures à base de conteneurs Linux, l'automatisation des opérations et l'informatique sans-serveur.
En mai 2018, la société a annoncé une levée de fonds de 28 M€ avec les fonds Partech Ventures, ID Invest, BGV, Hi Inov et SNCF Digital.
La société compte plusieurs milliers de sites clients, comme le Financial Times ou le British Council. Elle est présente en France, Royaume-Uni, Allemagne, États-Unis et depuis août 2018 au Canada. Elle est devenue également lauréate du Pass French Tech, réservé aux sociétés françaises en plus forte croissance.
En septembre 2022, Platform.sh a réalisé une levée de fonds de 140 millions de dollars auprès d’investisseurs français et américains dont Revaia, Digital+ Partners et Morgan Stanley pour soutenir sa croissance internationale dans le cloud.